# Honda Ignition Security System
HISS is een anti-diefstal systeem van sommige motorfietsen van het merk Honda.
HISS staat voor: Honda Ignition Security System. het is een anti-diefstal systeem dat op elektronische wijze zorgt dat de motor niet start als de originele sleutel niet wordt gebruikt. Voor het eerst toegepast op de CBR 900 RR Fire Blade en CB 1100 X Eleven (2000).